# Ramy Bensebaini
Amir Selmane Ramy Bensebaïni (* 16. dubna 1995) je alžírský fotbalista, který hraje jako obránce za Borussii Dortmund a alžírskou reprezentaci.

## Klubová kariéra

### Paradou AC
Svou kariéru začal v Paradou AC, v roce 2013 debutoval za seniorský tým.
Od června 2014 byl na hostování v belgickém Lierse. Debutoval dne 3. srpna proti Club Brugge, v 94. minutě střídal Wandersona.
Od června 2015 byl znova na hostování, tentokrát do Montpellieru.

### Rennes
Dne 5. července 2016 podepsal čtyřletou smlouvu s Rennes.

### Borussia Mönchengladbach
Dne 14. srpna 2019 podepsal čtyřletou smlouvu s Borussií Mönchengladbach.
V dubnu 2023 sportovní ředitel klubu Roland Virkus potvrdil, že Bensebaïni klub na konci sezóny opustí, protože se rozhodl neprodloužit svou smlouvu.

### Borussia Dortmund
V červnu 2023 podepsal Bensebaïni čtyřletou smlouvu s Borusií Dortmund. Dne 12. srpna 2023 debutoval proti Mainzu.

## Reprezentační kariéra
Dne 19. července 2015 debutoval za alžírskou reprezentaci do 23 let proti Sieře Leone.
V listopadu 2015 byl poprvé povolán do seniorské reprezentace.
V prosinci 2023 byl jmenován do týmu Alžírska pro Africký pohár národů 2023.